# Chrétiens des Émirats arabes unis
Les chrétiens sont une minorité religieuse dans la fédération des Émirats arabes unis. Pour la plupart, ce sont des expatriés venus d'Inde, des Philippines, d'Égypte, ainsi que de nombreux autres pays.

## Situation actuelle par dénomination

### Église de l'Orient
Des membres de l'Église apostolique assyrienne de l'Orient et notamment de sa branche indienne, l'Église malabare orthodoxe, sont installés dans plusieurs des émirats. Mar Aprem, métropolite de l'Inde, a effectué une visite à Dubaï en 2005. À la suite de cette visite une paroisse a été créée à Dubaï.

### Églises orthodoxes orientales
Église copte orthodoxe
L'Église copte orthodoxe est présente du fait de l'installation de nombreux travailleurs égyptiens. Les Émirats arabes unis dépendent de l'archidiocèse de Jérusalem, du Golfe et du Proche-Orient. L'Église compte des communautés organisées notamment à Dubaï , à Abou Dabi et a Charjah.
Église syriaque orthodoxe / Église syro-malankare orthodoxe
L'Église syriaque orthodoxe d'Antioche est présente surtout par sa branche indienne, l'Église syro-malankare orthodoxe. L'Église compte des communautés organisées à Dubaï, à Abou Dabi, à Charjah et à Al Ain, parmi lesquelles des knanayas (une paroisse à Charjah).
Église malankare orthodoxe
L'Église malankare orthodoxe compte elle aussi plusieurs communautés organisées à Abou Dabi, à Dubaï, à Ras el Khaimah, à Fujaïrah et à Charjah. 

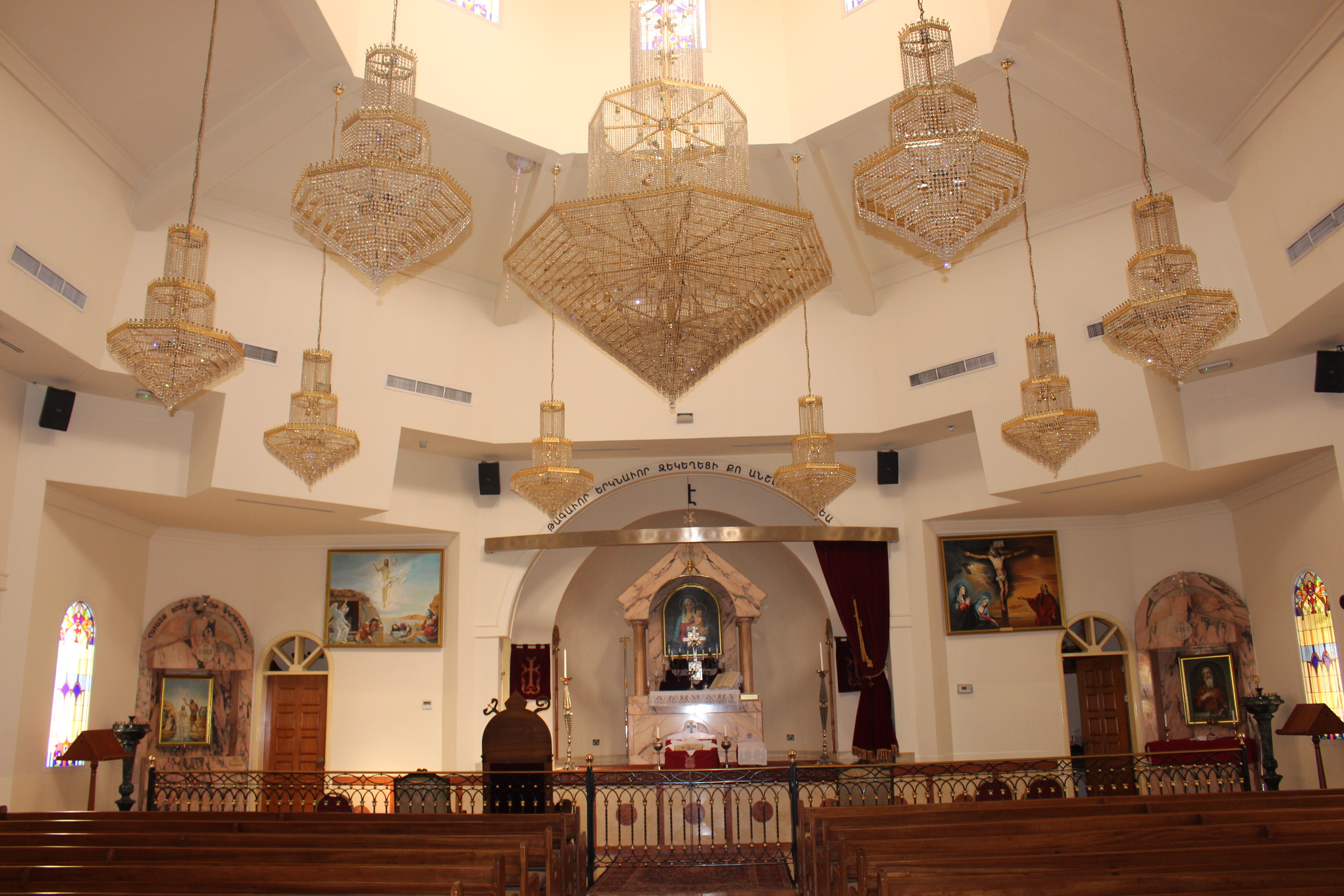
Église apostolique arménienne Saint Grégoire l'Illuminateur à Charjah

Église apostolique arménienne
L'Église apostolique arménienne est présente par le catholicossat de Cilicie et son diocèse du Koweït et des ÉAU. Des communautés organisées existent à Abou Dabi et à Charjah.
Église éthiopienne orthodoxe
L'Église éthiopienne orthodoxe compte elle aussi au moins une  communauté organisée à Abou Dabi .

### Église(s) orthodoxe(s)
L'ensemble de la péninsule Arabique se trouve dans la juridiction du Patriarcat d'Antioche et de tout l'Orient (Archidiocèse de Bagdad et du Koweït). Des communautés organisées utilisent normalement les structures de communautés mieux établies (Dubai, Abou Dabi). Une première église orthodoxe est en cours de construction dans le style byzantin à Dubaï . Une autre église orthodoxe russe est elle en construction à Charjah.

### Église catholique
Les Émirats arabes unis font partie du vicariat apostolique d'Arabie méridionale dont le siège est à la cathédrale Saint-Joseph à Abou Dabi.
Il existe plusieurs communautés catholiques orientales organisées.

### Églises anglicanes et protestantes
Communion anglicane
Le diocèse de Chypre et du Golfe de l'Église épiscopale de Jérusalem et du Moyen-Orient, basé à Nicosie, comprend Chypre, les pays du Golfe, l'Irak et le Yémen.
Il y a plusieurs communautés organisées.
Les locaux des communautés anglicanes servent très souvent à de nombreuses autres communautés chrétiennes.
Église malankare Mar Thoma
L'Église malankare Mar Thoma compte plusieurs paroisses.
Église évangélique Saint Thomas de l'Inde
L'Église évangélique Saint Thomas de l'Inde compte plusieurs communautés  .
Église de l'Inde du Sud
L'Église de l'Inde du Sud compte des communautés à Dubaï et à Abou Dabi.